# PSP Go!
PSP Go (também chamado de PSPgo ou PSP go, modelo PSP-N1000) é a versão mais recente lançada do PlayStation Portable feito pela Sony, com o lançamento em 1 de Outubro de 2009. Esse PSP foi anunciado pela Sony na conferência da E3, mas poucos dias antes na Qore. Em abril de 2011 a Sony anunciou no site japonês AV Watch que ele será descontinuado para focar os esforços no PlayStation Vita.

## Recursos
O PSP Go não possui um drive de cd UMD como nos modelos anteriores, em vez disso é capaz de armazenar e rodar os jogos em sua memória interna, comprados online via PlayStation Store, o que gera um conflito de vantagens e desvantagens. O modelo apresenta um design menor, mais leve e com tela deslizante que esconde os botões de jogo deixando-o ainda mais portátil. Possui conectividade sem fio e entrada para cartão de memória opcional. A tela é menor se comparada com a dos outros modelos de PSPs, mas mantém as mesmas resoluções de jogo que o anterior PSP-3000.
A maior inovação que o PSP Go traz é o fato de possuir bluetooth, além de ter wi-fi e 16 Gb de memória interna, o que permite uma maior variedade de dispositivos para se conectar entre várias funções, inclusive algumas como armazenamento remoto e sincronismo de arquivos com outros consoles como no caso no Playstation 3. Apesar das novidades o PSP Go não se destina a substituir o seu antecessor PSP-3000, e é vendido simultaneamente com ele.

## Especificações Técnicas
O PSP Go tem uma tela slide de 3.8 polegadas (97.5 mm), enquanto o anterior tem uma de 4.3 (107.5mm), ambas com resolução de 480 x 272 pixels. O PSP Go não é mais rápido nem mais potente que seu antecessor, possuindo um processador de 333MHz e 64 Mb de memória RAM, mas conta com um visual elegante, detalhes cromados e um tamanho menor, pesando 158g contra 189g do PSP-3000. Sua memória interna de armazenamento é de 16 Gb, o que compensa a ausência do drive UMD, e acompanha uma entrada para cartão de memória Memory Stick M2 com suporte até 32 Gb conforme a fabricante Sony. Apresenta as conexões Bluetooth, Wi-Fi e USB.

## Vantagens e Desvantagens
Uma coisa importante a se saber sobre o PSP Go é que ele não é capaz de rodar os jogos em UMD, em vez disso os jogos são comprados na Playstation Store, baixados diretamente para o console e rodados na memória interna. Nesse caso há uma vantagem, pois o usuário não precisará levar vários UMDs junto com o PSP Go, mas para usuários que não possuem uma internet banda larga isso seria um problema, pois do contrário não seria possível adquirir novos jogos.
Já em termos físicos, o PSP Go ganha no quesito portabilidade e sofisticação, sendo 50% menor que os outros quando fechado, e bem mais versátil, por possuir bluetooth. Porém essa sofisticação faz com que o console pareça frágil e delicado, exigindo um cuidado maior ao ser manuseado.

### Controles
Os Controles do PSP Go mudaram um pouco a concepção e a disposição das teclas em relação ao seu antecessor. O PSP Go mantêm as características padrão dos botões da PlayStation, sendo quatro-botões direcionais (setas cima, baixo, esquerda, direita), um botão analógico ao lado do botões direcionais, quatro botões de ação cross (vulgarmente designados por X, círculo, quadrado, triângulo), botões auxiliares L e R, botões de Start e Select, e um botão com o Menu PlayStation (menu principal) à esquerda da tela. Outros controles que acompanham o console são os botões de volume, o botão Liga/Desliga, e os botões de conectividade sem fio.

## Especificações de Conectividade
Além de conectividade sem fio, o PSP Go tem suporte a Bluetooth, podendo ser usado para conectar o aparelho a outros PSP Go, com headsets ou até com o PS3 no modo de compartilhamento de dados. Sua conexão Wi-Fi é do tipo 802.11 tipo b, o que permite criar partidas em redes Ad-Hoc com outros usuários que estão próximos ao local ou do mundo, caso todos estejam conectados à internet. Por último ele possui uma entrada mini USB para transferência de arquivos com o PC, ou para atualização de seu sistema operacional.

### Função Remote Play
Assim como os outros modelos de PSPs, o PSP Go também tem a função Remote Play, que é usada para controlar outros dispositivos, ou seja, ele pode ligar ou desligar um PlayStation 3. Uma outra vantagem é o fato de que seu Bluetooth pode se conectar aos controles do PS3, oferecendo assim uma opção alternativa para a jogabilidade do aparelho.

## Jogos
Na E3, foram anunciados os seguintes jogos: LittleBigPlanet, Metal Gear Solid Peace Walker, Jak e Daxter: The Lost Frontier e Gran Turismo PSP.
Koller (no video da Qore) enfatiza jogos casuais, na entrevista, o que implica que a Sony gostaria de ver a plataforma PSP com títulos mais casuais que poderão ser baixados a partir da loja online oficial. Segundo o próprio Koller, diversos jogos que são lançados em UMD serão lançados simultaneamente na PlayStation Store para o PSP Go

### Digital Media Support
O PSP Go tem as mesmas características de mídia dos modelos anteriores da PSP, o que inclui suporte para música, vídeo, foto e arquivos. Koller também menciona download de filmes e programas de TV (já disponíveis para compra a partir da Sony PlayStation Store).